# Auguste Laurent
Auguste Laurent (La Folie, 14 novembre 1807 – Parigi, 15 aprile 1853) è stato un chimico francese.
Scoprì l'antracene, l'acido ftalico e identificò il fenolo, inoltre introdusse un nuovo metodo di nomenclatura nella chimica organica basato sui gruppi strutturali di atomi e molecole al fine di determinare il modo in cui le molecole reagiscono durante le reazioni chimiche.
Allievo di Jean-Baptiste Dumas, lavorò con Charles Frédéric Gerhardt. Si presume che, ancor prima di August Kekulé, avesse già scoperto la struttura ciclica esagonale del benzene.